# Маркграфство Дзибело
Маркграфство Дзибело (на италиански: Marchesato di Zibello) е малка държава, имперски феод, управлявано от 1459 до 1802 г. от кадетски клон на фамилията Палавичино, с период на управление от семейство Рангони (1530 - 1630). Стратегическата му позиция в Западен Долен район на Парма, притиснато между Държава Палавичино, Миланското херцогство и Херцогство Парма и Пиаченца, гарантира оцеляването му в сравнение с другите кадетски линии на династията. Джанфранческо I – най-малкият син на Роландо Великолепни пренарежда структурата на Дзибело с изграждането на замъка, крепостните стени и двореца. 
През 1530 г. започва сериозен спор между маркизите и сем. Рангони – придобити роднини, които държат феода в продължение на един век. Когато потомците на Джован Франческо се завръщат, те управляват малката държава чак до окупацията на Наполеон. 
Палавичино ди Дзибело все още съществуват. 

## История
След смъртта на Роландо Великолепни през 1457 г. някои кадетски линии на Палавичино предявяват претенции за притежанието на малкия, но изключително добре позициониран феод Дзибело. Миланският херцог Франческо Сфорца трябва да се намеси и да одобри избора на Джован Франческо – последният син на покойния маркиз. Имението е наистина малко, обитавано от 441 човека с площ от 10 кв. мили, но по политически и търговски причини (около древния замък, впоследствие разрушен, функционират занаятчии, ханове, пекари и опитни месари) е ожесточено оспорвано през вековете от вътрешни и външни представители на феодалното семейство.
Първият маркиз на Дзибело управлява малката държава добре, заслужавайки признателността на своите поданици: той ремонтира крепостта, като ѝ придава и характер за живеене. Представителите на рода Палавичино отсядат за кратко в селището, предпочитайки Бусето и преди всичко луксозния и бароков дворец в Парма, поръчан през 1646 г. от Алфонсо Палавичино. След разрушаването на крепостта пред нея е построена величествената сграда с портик с прилежащ театър, където обикновено живеят регентите и където е базирана изпълнителната и съдебната власт. Късноготическата църква „Свети Гервазий и Протазий“, осветена през 1612 г. по времето на сем. Рангони, служи като палатински параклис и място за погребение на благородниците.
Малката сеньория включва освен главното селище Дзибело също и местностите Пиеве Алтавила, Санта кроче и Рагацола. То преминава от имперска защита към тази на новото Херцогство Парма и Пиаченца, желано от папа Павел III за неговия син Пиер Луиджи Фарнезе. От религиозна гледна точка е част от Диоцеза на Фиденца. Горчивите вътрешни спорове обаче предизвикват обсадата от 1515 г., разрушаването на крепостта и градските стени, издигнати от Джован Франческо, и дори разделянето на феода между братята Роландо и Бернардино.
През 1530 г. Палавичино, изтощени от раздора между малкото наследници, трябва да предадат маркграфството на гвелфските роднини от Модена Рангони, правнуци на Джерардо Рангони: Джулио I е официално инвестиран с Дзибело през 1546 г. от пармския херцог Пиер Луиджи Фарнезе. Семейство Рангони управлява територията в продължение на един век, като се интересува много малко от нея, но като внимава да поема феодалните доходи. През 1630 г. Палавичино се завръщат в лицето на Александър I, племенник на Уберто. Те също се посвещават малко на благосъстоянието на държавата, но успяват да управляват, единствени в групата, до началото на XIX век.
Последните суверенни маркизи – Антонио Франческо (+ 1807) и Анна оставят Дзибело на французите през 1802 г. Техният син Алесандро (III) († 1831), женен за Витория Дориа Ланди Памфили, продължава все още съществущия кадетстки клон. Предишното владение, след Виенския конгрес през 1815 г., е включено в Херцогство Парма.

## Маркизи на Дзибело (1459 – 1802)
| Име                            | Период        | Съпруга                                                              | Забел. |
| Джован Франческо I Палавичино  | 1459 - 1497   | Джакома Брандолини                                                   | |
| Федерико Палавичино            | 1497 - 1502   | Клариче Маласпина, регентка (1502-1514)                              | |
| Джован Франческо II Палавичино | 1502 - 1514   | умира през август 1514 г.                                            | |
| Джован Лодовико Палавичино     | 1514 - 1515   | Иполита Палавичино, сестра на Джован Франческо II                    | |
| Бернардино Палавичино          | 1515 - 1526   | Катерина де' Буфети                                                  | Управлява заедно с брат си Роландо                                                                                             |
| Роландо Палавичино             | 1515 - 1529   | Домитила Гамбара                                                     | Дели феода с брат си Бернардино                                                                                                |
| Уберто Палавичино              | 1529 - 1531   | Еуфросина Висконти, Джована Гондзага                                 | Отстъпва държавата на сем. Рангони. Умира през 1583 г.                                                                         |
| Джулио I Рангони               | 1531 - 1583   | Лучия Скоти                                                          | управлява заедно с брат си Палавичино (1530 - 1570); те са синове на Лудовико Рангони и Барбара Палавичино – дъщеря на Роландо |
| Лодовико II Рангони            | 1583 - 1601   | Бианка Рангони, внучка на Арджентина Палавичино – дъщеря на Федерико | син и наследник на Джулио I Рангони                                                                                            |
| Юлий II Рангони                | 1601 - 1630 г | Отавия Фарнезе ди Латера                                             | син на Лудовико II Рангони, Палавичино поемат Дзибело                                                                          |
| Александро I Палавичино        | 1630 - 1645 г | Лавиния Фарнезе, Франческа Сфорца, Пантазилея Гаетани                | Племенник на Уберто |
| Чиро Палавичино                | 1645 - 1672 г | Маргарита Маласпина                                                  | управлява с братовчед си Алфонсо                                                                                               |
| Алфонсо Палавичино             | 1645 - 1679 г | Анна Ариберти                                                        | син на Алесандро I |
| Александро II Палавичино       | 1679 - 1749 г | Аделаида Фугер фон Кирхберг унд Вайсенхорн                           | син на Алфонсо |
| Уберто Рануцио Палавичино      | 1749 - 1775 г | Анна Ангуисола                                                       | син на Алесандро II |
| Антонио Франческо Палавичино   | 1775 - 1802 г | Анна Тараскони                                                       | син на Уберто Рануцио Последен суверен маркиз на Дзибело.                                                                      |